# Antonio Barbosa Lima
Antonio Barbosa "Juninho" Lima (nació el 13 de mayo de 1977 en Boa Viagem, Brasil), es un exfutbolista brasileño nacionalizado mexicano, que se desempeñaba como centrocampista.
Como futbolista desarrolló la mayor parte de su carrera en la Liga de Ascenso de México y Primera División de México, entre 2001 y 2010.

## Clubes
| Club                      | País   | Año       |
| ------------------------- | ------ | --------- |
| Atlético Chiapas          | México | 2001-2002 |
| Club Oaxaca               | México | 2002      |
| Atlético Yucatán          | México | 2003      |
| Delfines de Coatzacoalcos | México | 2003      |
| Jaguares de Tapachula     | México | 2004      |
| Club Puebla               | México | 2006      |
| Lobos de la BUAP          | México | 2006-2007 |
| Alacranes de Durango      | México | 2008-2009 |
| Querétaro                 | México | 2009      |
| Club Irapuato             | México | 2010      |

## Estadísticas

### Resumen estadístico
| Competencia          | Partidos | Goles |
| -------------------- | -------- | ----- |
| Primera 'A' mexicana | 142      | 16    |